# William Sweet (Philosoph)

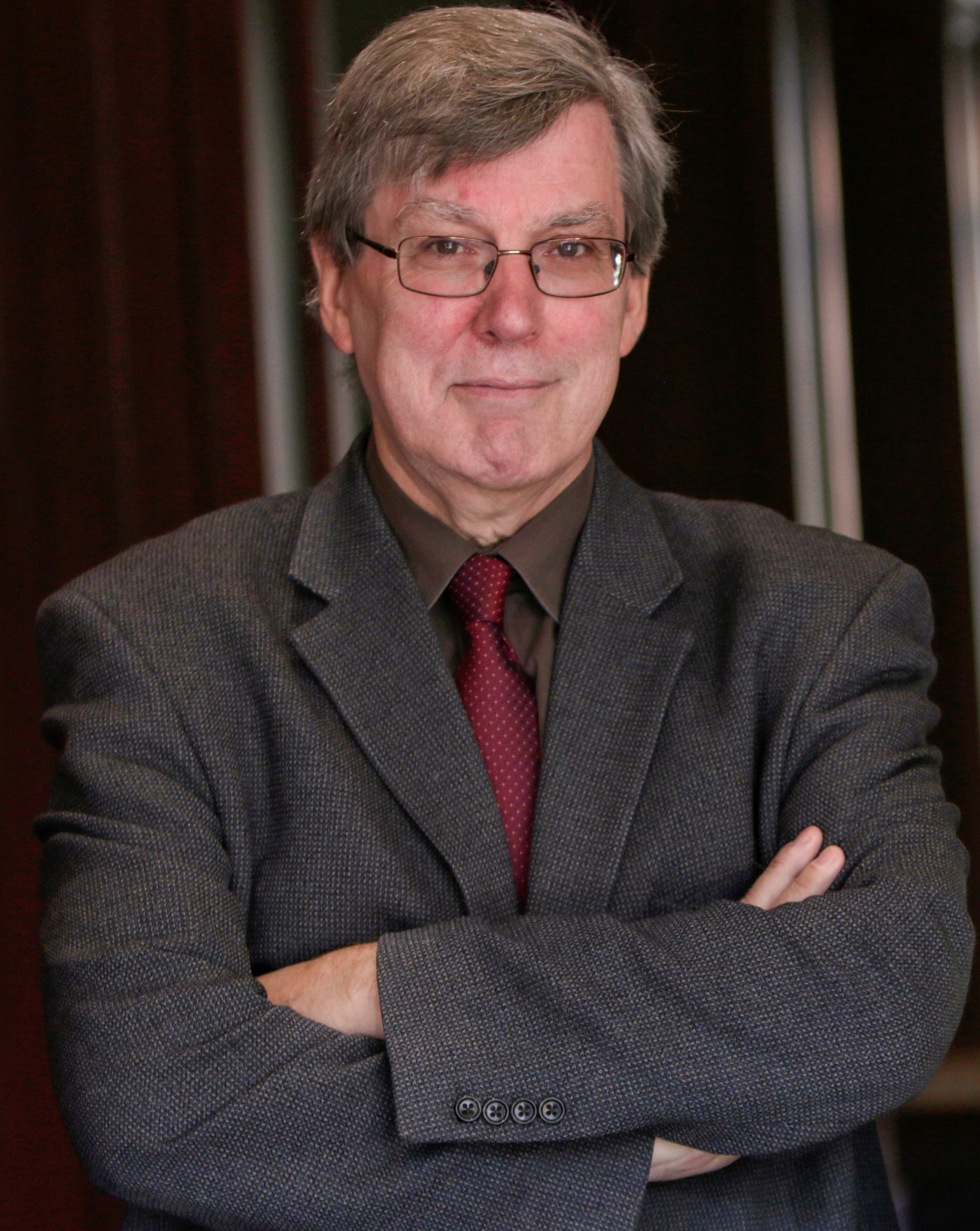
William Sweet

William Sweet, FRSC (* 1955 in Saint Albert, Alberta, Kanada) ist ein kanadischer Philosoph. Er ist Professor für Philosophie und Direktor des Zentrums für Philosophie, Theologie und kulturelle Traditionen an der St. Francis Xavier University. in Antigonish, Nova Scotia, Kanada. Er wurde 2017 zum Mitglied (Fellow) der Royal Society of Canada gewählt. Seit 2021 ist er Mitglied der  Institut International de Philosophie.

## Leben
Sweet studierte Politikwissenschaft, Theologie und Philosophie in Kanada, Südafrika, Frankreich und Deutschland. Er erhielt ein DEA in Politikwissenschaft an der Université Paris 1 Panthéon-Sorbonne bei Luc Ferry, einen PhD in Philosophie an der Universität Ottawa, einen DTh in  Theologie an der Universität von Südafrika in Pretoria und einen D.Ph. an der Université Saint-Paul in Kanada. Außerdem studierte er an der Humboldt-Universität zu Berlin. Nach seinem Studium war er Gastprofessor an der Katholischen Universität Johannes Paul II in Lublin (Polen), der Soochow-Universität in Taipeh, der Fu Jen-Universität in Taipeh sowie an der Universität Pune in Indien.

## Themengebiete
Themen seiner Forschung sind vor allem die Politische Philosophie, Fragen der Menschenrechte, Religionsphilosophie, Erkenntnistheorie der Religion sowie das Verhältnis von Kultur und Tradition, der Vergleich östlicher und westlicher Philosophie und die Ursprünge der analytischen Philosophie und des britischen Idealismus.

## Werke
- Before and After Democracy. Peeters, Leuven, 2023.
- Mit G.F. McLean. Philosophy Re-Engaging Cultures and Ways of Life. Washington, 2022.
- Mit Cristal Huang: Care of Self and Meaning of Life. Washington, DC, 2015.
- What is Intercultural Philosophy?, Washington, DC, CRVP, 2015.
- Mit Jonathan Lavery und Louis Groarke: Ideas Under Fire, Fairleigh Dickenson University Press, 2013.
- Migrating Texts and Traditions. Ottawa, University of Ottawa Press, 2012.
- Mit Hendrik Hart: Responses to the Enlightenment. An Exchange on Foundations, Faith, and Community. Springer, 2012.
- Biographical Encyclopedia of British Idealism. New York, Bloomsbury/Continuum 2010.
- Approaches to Metaphysics. Kluwer/Springer, 2004.